# Kabir panthi

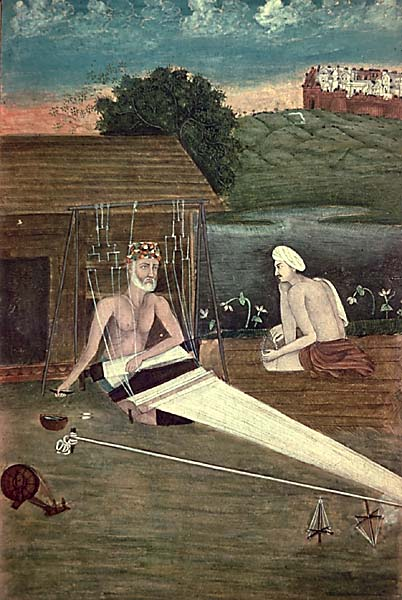
Kabir avec un disciple.

Un Kabir panthi est un adepte des écrits de Kabir, le philosophe indien du XVe siècle, dont des textes figurent dans le Livre saint du sikhisme: le Guru Granth Sahib. En Inde, au cours des siècles, plusieurs centres regroupant chacun une communauté appelée Kabir Panth se sont créés. Ils suivent les enseignements de ce poète et ont comme écritures un livre nommé Bijak qui contient des hymnes de Kabir. Ces communautés accueillent des croyants d'origine hindoue et musulmane. Des règles strictes sont établies comme le monothéisme, le végétarisme, l'interdiction de boire de l'alcool.